# Збаражская городская община
Збаражская городская община (укр. Збаразька міська громада) — территориальная община в Тернопольском районе Тернопольской области Украины.
Административный центр — город Збараж.
Население составляет 39341 человек. Площадь — 596 км².
В соответствии с распоряжением Кабинета Министров Украины от 12 июня 2020 года, в состав общины вошла территория Збаражского городского совета, Базаринского, Высшелубянского, Гнездыченского, Доброводовского, Добромерковского, Залужанского, Зарудянского, Зарубинского, Иванчанского, Капустинского, Киданецкого, Кобыльского, Колодненского, Краносельского, Кретовского, Максимовского, Низшелубянского, Новиковского, Синявского, Старозбаражского, Стрыевского, Черниховецкого, Шиловского и Шимковецкого сельских советов упразднённого Збаражского района, а также Карначевского сельского совета упразднённого Лановецкого района.

## Населённые пункты
В состав общины входят 1 посёлок и 53 села:
- Город Збараж
  - Базаринцы
  - Верняки
  - Залужье
  - Ивашковцы
  - Лески
  - Старый Збараж
  - Тарасовка
  - Чёрный Лес
- Зарудянский старостинский округ:
  - Витковцы
  - Гнездычно
  - Зарудье
  - Олишковцы
  - Хомы
  - Чесновский Раковец
- Иванчанский старостинский округ:
  - Иванчаны
  - Кобылье
  - Малая Березовица
- Колодненский старостинский округ:
  - Болязубы
  - Глинчуки
  - Колодное
- Красносельский старостинский округ:
  - Зарудечко
  - Капустинский Лес
  - Капустинцы
  - Красносельцы
  - Малый Глубочок
  - Мусоровцы
  - Розношинцы
- Максимовский старостинский округ:
  - Горы-Стрыевецкие
  - Грицевцы
  - Кретовцы
  - Максимовка
  - Чагари-Збаражские
- Низшелубянский старостинский округ:
  - Высшие Лубянки
  - Новый Роговец
  - Низшие Лубянки
- Новиковский старостинский округ:
  - Доброводы
  - Зарубинцы
  - Новики
  - Опреловцы
  - Чумали
- Синявский старостинский округ:
  - Диброва
  - Добромерка
  - Синява
  - Синягивка
  - Шилы
- Стрыевский старостинский округ:
  - Киданцы
  - Стрыевка
  - Травневое
- Черниховецкий старостинский округ:
  - Черниховцы
- Шимковецкий старостинский округ:
  - Карначевка
  - Решневка
  - Шилы
  - Шимковцы